# Nave cultural Mendoza
La Nave cultural Mendoza es una obra de refuncionalización de uno de los galpones del Ferrocarril General San Martín (FCGSM) que conformaban la Estación Central Mendoza. Se localiza en Av. España y Juan Agustín Maza, Ciudad de Mendoza a continuación del Parque Central. La Nave Cultural cuenta con una superficie cubierta de 2.200 metros cuadrados y se integra a la obra exterior de una superficie de 5.565 metros cuadrados, que incluye explanadas amplias para albergar actividades culturales al aire libre, veredines de circulación, escalinatas de acceso, playa de estacionamiento y parquización e iluminación.

## Objetivos generales presentados por el gobierno municipal
1. Ampliar la infraestructura y equipamiento cultural de la Ciudad de Mendoza para dar respuesta al crecimiento y diversificación de la producción artística y la promoción de nuevos públicos.
2. Promover la profesionalización de la producción cultural local a través de programas y actividades específicas de capacitación, formación, intercambio, innovación y especialización de las técnicas y saberes aplicados a la producción teatral, la danza, la música, la literatura, la divulgación científica, la gestión cultural, el diseño, las artes circenses, la arquitectura y el urbanismo, la fotografía, las artes visuales y las artes audiovisuales.
3. Promover la experimentación e interacción de nuevos lenguajes artísticos
4. Generar una agenda permanente de actividades culturales que atienda a la diversidad de las necesidades expresivas, creativas, educativas, lúdicas, sociales, de ocio, encuentro e intercambio de los ciudadanos y ciudadanas de Mendoza, como así también del creciente caudal de turistas y extranjeros, sin distinción de género, origen, clase o edad.
5. Generar fuentes genuinas de ingreso y trabajo vinculadas a la producción cultural.
6. Contribuir al desarrollo urbano de la 4° sección Oeste.
7. Generar espacios, medios y recursos de producción, difusión, comercialización y consumo cultural.
8. Promover el desarrollo de las identidades locales, la democracia participativa, los derechos humanos y la diversidad cultural.
9. Promover la gestión asociada del gobierno municipal, en coordinación y cooperación con organizaciones sociales, instituciones educativas, sector empresarial y organismos públicos provinciales, nacionales e internacionales.[2]

## El edificio
El edificio intervenido, fue originalmente construido en chapa galvanizada y estructura de acero, con materiales importados de Inglaterra. Tiene un techo tipo Shed, con vidrios orientados al noroeste. El proyecto de refuncionalización mantuvo la arquitectura industrial. Posee grandes portones que permite la integración de las actividades externas e internas que allí se desarrollen.

Arquitectónicamente se destaca en el acceso a la Nave Cultural un espacio vidriado que rompe con el sistema lineal y simétrico de la estructura original. Al acceder se encuentra un espacio abierto y luminoso.

Cuando la Universidad Nacional de Cuyo haya finalizado su obra de remodelación de la nave industrial adyacente se ha previsto integrarlos en un ingreso por calle Agustín Maza.

### Hall de ingreso
El acceso peatonal a la Nave Cultural se realiza por Av. España 2110. El hall es vidriado en tonalidad verde y se destaca del resto de la estructura. Desde allí se accede al hall principal donde se encuentra la boletería y recepción, el buffet, sanitarios públicos y el acceso a las tres salas (Sala 1, Sala 2 y Sala 3) que componen el centro cultural. 

### Sala 1
La Sala 1 es la de mayor dimensión. Es una planta única de 880m2 con capacidad para 800 personas sentadas más un entrepiso de 170m2, acustizada, equipada con iluminación, sonido digital, mobiliario móvil consistente en sillas, tribunas retráctiles y un escenario móvil. La misma es apta para espectáculos y actividades artísticas multidisciplinarias y de las nuevas tendencias como acrobacia y danza aérea. También está pensada para la realización de recitales, muestras y exposiciones de artes visuales, multimedia, diseño, ferias, entre otros. La ubicación del escenario y el público es móvil según las características del evento. Todo el mobiliario es desmontable. Pasarelas laterales permiten montajes escénicos y de público en dos niveles. Este espacio puede dividirse en cuatro o más fracciones para montaje y recorrido de muestras y exposiciones. Se anexa un depósito que contendrá el mobiliario desmontable, camarines con baño y sanitarios públicos.

### Sala 2
La Sala 2, es una sala de teatro convencional, de 290m2 con capacidad para 210 personas, acustizada. Cuenta con parrilla de iluminación, sistema de sonido digital, tribunas con butacas fijas, cabina de operación técnica, depósito de ultilería y materiales escenográficos, camarines generales y sanitarios. Sala proyectada especialmente para espectáculos teatrales, musicales, danza, proyecciones de cine. Apta también para el dictado de cursos, talleres, seminarios de divulgación cultural y científica.

### Sala 3
La Sala 3 es de 103m2 con capacidad para 80 personas y tiene aislamiento acústico. Allí pueden desarrollarse actividades que requieran de un lugar más acotado, con iluminación y sonido, escenario móvil y sillas. Es apta para obras de pequeño formato, ensayos, talleres, conferencias, presentaciones de libros, entre otros.

## Localización
32°52′40.00″S 68°50′21.77″O / -32.8777778, -68.8393806 a 752m sobre el nivel del mar-